# Collegio di Moray
Moray è stato un collegio elettorale scozzese della Camera dei comuni del Parlamento del Regno Unito. Eleggeva un membro del Parlamento con il sistema maggioritario a turno unico; il collegio è stato abolito in occasione della revisione del 2024, perdendo alcune parti orientali e acquisendone altre ad ovest, e acquisendo il nuovo nome di Moray West, Nairn and Strathspey.

## Confini
- 1983–1997: distretto di Moray.
- 1997–2005: le divisioni elettorali del distretto di Moray di Buckie, Burghsea, Elgin North East, Elgin South West, Ernedal, Innes-Heldon, Rathford-Lennox e Speyside-Glenlivet.
- 2005–2024: l'area del Consiglio di Moray.

Il collegio copriva interamente l'area di Moray; tra il 1997 e il 2005 coprì un'area di poco minore. Un collegio simile, anch'esso denominato Moray, viene utilizzato per l'elezione del Parlamento Scozzese.
Moray confinava con i collegi di Banff and Buchan, Gordon, Inverness, Nairn, Badenoch and Strathspey e West Aberdeenshire and Kincardine.

## Descrizione

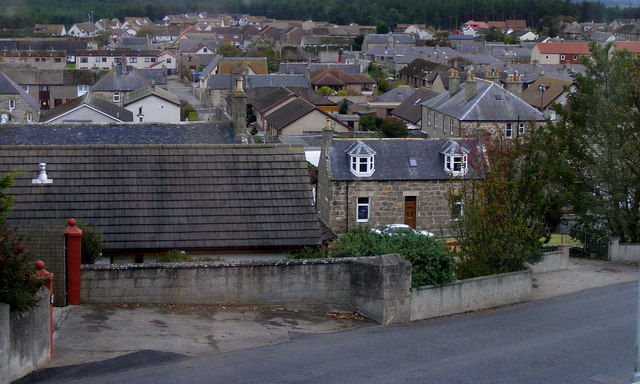
Abitazioni a Lossiemouth.

Moray era un ricco collegio rurale nel nord-est della Scozia. Il collegio seguiva la costa meridionale del Moray Firth tra Cullen a est e Duke a ovest, nella periferia di Forres, e si estendeva fino alle estremità settentrionali del Parco nazionale di Cairngorms lungo il fiume Spey e i suoi affluenti. Il collegio comprendeva anche il fiume Lossie e i suoi affluenti, e le parti inferiori del fiume Findhorn.
Agricoltura, pesca, turismo e distillazione del whisky erano fattori importanti nell'economia locale. Lungo la costa settentrionale del Moray vi era una serie di villaggi costieri, come Lossiemouth, Portessie e Portknockie. Lossiemouth ospitava la base aerea della Royal Air Force RAF Lossiemouth, tra le basi maggiori e più frequentate dai jet veloci, che rappresenta un'importante fonte di impiego per coloro che vivono tra Elgin, Forres e Lossiemouth. Sulla riva orientale del Findhorn, 15 miglia a sud-ovest di Lossiemouth, si trovava la città di Forres, che ospita la Sueno's Stone, il Castello Brodie e la Distilleria Dallas Dhu.
Lungo il fiume Spey vi erano diverse distillerie di whisky, come anche lungo il corridoio della strada A941 tra Craigellachie e il capoluogo Elgin. Elgin era la maggiore città del Moray, e ospitava la Cattedrale di Elgin. Qui vivevano il 25% degli abitanti del Moray, e secondo un sondaggio del 2006, Elgin aveva le case più costose di ogni altra città scozzese.
A sud e a est di Elgin il fiume Spey e le aree ad est del fiume appartenevano storicamente all'ex contea del Banffshire, mentre Moray comprendeva parti di Nairn, oggi compresa nellHighland e rappresentata dal collegio di Inverness, Nairn, Badenoch and Strathspey. Le parti superiori del fiume Spey si estendono dalle montagne verso sud, verso pianure poco popolate; i villaggi di queste zone vivevano principalmente di turismo, distillazione del wkishy e agricoltura. Nel nord-est di Moray, Buckie era un importante porto con consistente attività di pesca.
Il petrolio costituiva parte sostanziale dell'economia locale; circa il 10% della popolazione del Moray andava a lavorare a Aberdeen e nell'Aberdeenshire, principalmente nell'industria del petrolio e del gas.

## Politica
Storicamente, Moray era rappresentata prevalentemente dai conservatori; i collegi esistiti prima di Moray, Banffshire e Moray and Nairn furono rappresentati dai conservatori quasi continuativamente dalle elezioni generali del 1935 finché entrambi i collegi vennero aboliti per costituire Moray alle elezioni generali del 1983, con una breve interruzione nella quale vinsero deputati del Partito Nazionale Scozzese (SNP) alle elezioni generali del febbraio 1974 e dell'ottobre 1974. Con l'istituzione del collegio di Moray, venne eletto il conservatore Alexander Pollock con un piccolo vantaggio di 1.713 voti (il 4%) sul diretto avversario; Marearet Ewing del SNP ottenne tuttavia il seggio alle elezioni generali del 1987, così come avvenne nel collegio confinante di Banff and Buchan nel ciclo di vittorie del SNP nel nord-est della Scozia.
Il collegio fu detenuto dai conservatori con deboli maggioranze fino alla vittoria dei laburisti alle elezioni generali del 1997, quando Margaret Ewing raddoppiò il proprio vantaggio a 5.566 voti (il 14%); i laburisti andarono all'attacco in questo collegio alle elezioni generali del 2001, quando Margaret Ewing si ritirò per essere sostituita da Angus Robertson: i laburisti arrivarono davanti ai conservatori per la prima volta, ma il SNP li batté entrambi di 1.744 voti (il 5,2%); il seggio, poi, tornò alla consueta battaglia SNP-conservatori dalle elezioni generali del 2005, alle quali Robertson incrementò il proprio vantaggio; questo si ridusse alle elezioni generali del 2010, per poi tornare ad aumentare alle elezioni generali del 2015.
Alle elezioni del 2015 i conservatori ebbero il miglior risultato nel collegio di Moray sin dal 1997; Moray rappresentò la percentuale maggiore di incremento dei voti in tutta la Scozia.
Nel collegio di Moray del Parlamento Scozzese, con le elezioni parlamentari scozzesi del 2016 i conservatori iniziarono la rimonta riducendo il distacco con il SNP, che era sempre stato in vantaggio in questo collegio sin dalle elezioni parlamentari del 2003; alle elezioni locali del 2017 i conservatori furono per la prima volta il maggiore partito nel Moray, e infine Douglas Ross ottenne il seggio del Collegio di Moray alle elezioni generali del 2017 con il 47,5% dei voti, riportando il seggio in mano dei conservatori.

## Membri del parlamento
| Elezione | Elezione        | Deputato         | Partito          |
| -------- | --------------- | ---------------- | ---------------- |
|          | 1983            | Alex Pollock     | Conservatore     |
|          | 1987            | Margaret Ewing   | SNP              |
| 2001     | Angus Robertson | SNP              |                  |
|          | 2017            | Douglas Ross     | Conservatore     |
|          | 2024            | Collegio abolito | Collegio abolito |

## Risultati elettorali

### Elezioni negli anni 2010
| Partito                    | Partito                                   | Candidato                  | Risultati 12 dicembre 2019 | Risultati 12 dicembre 2019 |
| Partito                    | Partito                                   | Candidato                  | Voti                       | %                          |
| -------------------------- | ----------------------------------------- | -------------------------- | -------------------------- | -------------------------- |
|                            | Conservatore                              | Douglas Ross               | 22 112                     | 45,29                      |
|                            | SNP                                       | Laura Mitchell             | 21 599                     | 44,24                      |
|                            | Laburista                                 | Joanne Kirby               | 2 432                      | 4,98                       |
|                            | Lib Dem                                   | Fiona Campbell-Trevor      | 2 269                      | 4,65                       |
|                            | UKIP                                      | Rob Scorer                 | 413                        | 0,85                       |
|                            |                                           |                            |                            |                            |
| Iscritti                   | Iscritti                                  | Iscritti                   | 71 035                     | 100,00                     |
| ↳ Votanti (% su iscritti)  | ↳ Votanti (% su iscritti)                 | ↳ Votanti (% su iscritti)  | 48 825                     | 68,73                      |
| ↳ Astenuti (% su iscritti) | ↳ Astenuti (% su iscritti)                | ↳ Astenuti (% su iscritti) | 22 210                     | 31,27                      |
|                            |                                           |                            |                            |                            |
|                            | Esito: collegio confermato a Conservatore |                            |                            |                            |

| Partito                    | Partito                                     | Candidato                  | Risultati 8 giugno 2017 | Risultati 8 giugno 2017 |
| Partito                    | Partito                                     | Candidato                  | Voti                    | %                       |
| -------------------------- | ------------------------------------------- | -------------------------- | ----------------------- | ----------------------- |
|                            | Conservatore                                | Douglas Ross               | 22 637                  | 47,55                   |
|                            | SNP                                         | Angus Robertson            | 18 478                  | 38,82                   |
|                            | Laburista                                   | Joanne Kirby               | 5 208                   | 10,94                   |
|                            | Lib Dem                                     | Alex Linklater             | 1 078                   | 2,26                    |
|                            | Indipendente                                | Anne Glen                  | 204                     | 0,43                    |
|                            |                                             |                            |                         |                         |
| Iscritti                   | Iscritti                                    | Iscritti                   | 70 630                  | 100,00                  |
| ↳ Votanti (% su iscritti)  | ↳ Votanti (% su iscritti)                   | ↳ Votanti (% su iscritti)  | 47 605                  | 67,40                   |
| ↳ Astenuti (% su iscritti) | ↳ Astenuti (% su iscritti)                  | ↳ Astenuti (% su iscritti) | 23 025                  | 32,60                   |
|                            |                                             |                            |                         |                         |
|                            | Esito: collegio passa da SNP a Conservatore |                            |                         |                         |

| Partito                    | Partito                          | Candidato                  | Risultati 7 maggio 2015 | Risultati 7 maggio 2015 |
| Partito                    | Partito                          | Candidato                  | Voti                    | %                       |
| -------------------------- | -------------------------------- | -------------------------- | ----------------------- | ----------------------- |
|                            | SNP                              | Angus Robertson            | 24 384                  | 49,48                   |
|                            | Conservatore                     | Douglas Ross               | 15 319                  | 31,09                   |
|                            | Laburista                        | Sean Morton                | 4 898                   | 9,94                    |
|                            | UKIP                             | Robert Scorer              | 1 939                   | 3,93                    |
|                            | Lib Dem                          | Jamie Paterson             | 1 395                   | 2,83                    |
|                            | Verdi                            | James MacKessack-Leitch    | 1 345                   | 2,73                    |
|                            |                                  |                            |                         |                         |
| Iscritti                   | Iscritti                         | Iscritti                   | 71 732                  | 100,00                  |
| ↳ Votanti (% su iscritti)  | ↳ Votanti (% su iscritti)        | ↳ Votanti (% su iscritti)  | 49 280                  | 68,70                   |
| ↳ Astenuti (% su iscritti) | ↳ Astenuti (% su iscritti)       | ↳ Astenuti (% su iscritti) | 22 452                  | 31,30                   |
|                            |                                  |                            |                         |                         |
|                            | Esito: collegio confermato a SNP |                            |                         |                         |

| Partito                    | Partito                          | Candidato                  | Risultati 6 maggio 2010 | Risultati 6 maggio 2010 |
| Partito                    | Partito                          | Candidato                  | Voti                    | %                       |
| -------------------------- | -------------------------------- | -------------------------- | ----------------------- | ----------------------- |
|                            | SNP                              | Angus Robertson            | 16 273                  | 39,68                   |
|                            | Conservatore                     | Douglas Ross               | 10 683                  | 26,05                   |
|                            | Laburista                        | Kieron Green               | 7 007                   | 17,08                   |
|                            | Lib Dem                          | James Paterson             | 5 965                   | 14,54                   |
|                            | UKIP                             | Donald Gatt                | 1 085                   | 2,65                    |
|                            |                                  |                            |                         |                         |
| Iscritti                   | Iscritti                         | Iscritti                   | 65 922                  | 100,00                  |
| ↳ Votanti (% su iscritti)  | ↳ Votanti (% su iscritti)        | ↳ Votanti (% su iscritti)  | 41 013                  | 62,21                   |
| ↳ Astenuti (% su iscritti) | ↳ Astenuti (% su iscritti)       | ↳ Astenuti (% su iscritti) | 24 909                  | 37,79                   |
|                            |                                  |                            |                         |                         |
|                            | Esito: collegio confermato a SNP |                            |                         |                         |

### Elezioni generali negli anni 2000
| Partito                    | Partito                          | Candidato                  | Risultati 5 maggio 2005 | Risultati 5 maggio 2005 |
| Partito                    | Partito                          | Candidato                  | Voti                    | %                       |
| -------------------------- | -------------------------------- | -------------------------- | ----------------------- | ----------------------- |
|                            | SNP                              | Angus Robertson            | 14 196                  | 36,59                   |
|                            | Conservatore                     | Jamie Halcro-Johnston      | 8 520                   | 21,96                   |
|                            | Laburista                        | Kevin Hutchens             | 7 919                   | 20,41                   |
|                            | Lib Dem                          | Linda J. Gorn              | 7 460                   | 19,23                   |
|                            | Socialista                       | Norma Anderson             | 698                     | 1,80                    |
|                            |                                  |                            |                         |                         |
| Iscritti                   | Iscritti                         | Iscritti                   | 66 426                  | 100,00                  |
| ↳ Votanti (% su iscritti)  | ↳ Votanti (% su iscritti)        | ↳ Votanti (% su iscritti)  | 38 793                  | 58,40                   |
| ↳ Astenuti (% su iscritti) | ↳ Astenuti (% su iscritti)       | ↳ Astenuti (% su iscritti) | 27 633                  | 41,60                   |
|                            |                                  |                            |                         |                         |
|                            | Esito: collegio confermato a SNP |                            |                         |                         |

| Partito                    | Partito                          | Candidato                  | Risultati 7 giugno 2001 | Risultati 7 giugno 2001 |
| Partito                    | Partito                          | Candidato                  | Voti                    | %                       |
| -------------------------- | -------------------------------- | -------------------------- | ----------------------- | ----------------------- |
|                            | SNP                              | Angus Robertson            | 10 076                  | 30,33                   |
|                            | Laburista                        | Catriona M. Munro          | 8 332                   | 25,08                   |
|                            | Conservatore                     | Frank Spencer-Nairn        | 7 677                   | 23,11                   |
|                            | Lib Dem                          | Linda J. Gorn              | 5 224                   | 15,72                   |
|                            | Socialista                       | Norma C. Anderson          | 821                     | 2,47                    |
|                            | Indipendente                     | Bill Jappy                 | 802                     | 2,41                    |
|                            | UKIP                             | Nigel Kenyon               | 291                     | 0,88                    |
|                            |                                  |                            |                         |                         |
| Iscritti                   | Iscritti                         | Iscritti                   | 57 880                  | 100,00                  |
| ↳ Votanti (% su iscritti)  | ↳ Votanti (% su iscritti)        | ↳ Votanti (% su iscritti)  | 33 223                  | 57,40                   |
| ↳ Astenuti (% su iscritti) | ↳ Astenuti (% su iscritti)       | ↳ Astenuti (% su iscritti) | 24 657                  | 42,60                   |
|                            |                                  |                            |                         |                         |
|                            | Esito: collegio confermato a SNP |                            |                         |                         |

## Risultati dei referendum

### Referendum sulla permanenza del Regno Unito nell'Unione europea del 2016
|        | Collegio    | Lasciare UE % | Rimanere in UE % |
| ------ | ----------- | ------------- | ---------------- |
|        | Moray       | 49,9%         | 50,1%            |
| Scozia | 38,0%       | 62,0%         |                  |
|        | Regno Unito | 51,9%         | 48,1%            |

La percentuale di voti per lasciare l'Unione europea a Moray è stata la maggiore di tutte le altre aree in cui è suddivisa la Scozia.

### Referendum sull'indipendenza della Scozia del 2014
|  | Collegio | Voti NO   | % No  | Voti SI   | % Sì  |
|  | -------- | --------- | ----- | --------- | ----- |
|  | Moray    | 36 935    | 57,6% | 27 232    | 42,4% |
|  | Scozia   | 2 001 926 | 55,3% | 1 617 989 | 44,7% |